# Ythan
Der Ythan [Aussprache ˈaɪθən] ist ein Fluss in der schottischen Council Area Aberdeenshire. Er entspringt auf 234 m Höhe in den ländlichen, zentralen Gebieten Aberdeenshires etwa zwei Kilometer östlich von Wells of Ythan. Der Ythan mündet nahe Newburgh in die Nordsee.

## Beschreibung
Auf den ersten acht Kilometern fließt der Ythan im Wesentlichen in östlicher Richtung und strebt dann für sieben Kilometer nach Nordosten. Er dreht dann nach Süden ab und behält diese Fließrichtung für etwa sechs Kilometer bei, um dann für etwa elf Kilometer nach Nordosten zu fließen. Dann wechselt der Ythan ein letztes Mal seine Hauptflussrichtung nach Südosten und erreicht schließlich 28 km flussabwärts nahe Newburgh die Nordsee. Sein Lauf führt durch dünnbesiedelte ländliche Regionen. Erst in Küstennähe erreicht er mit Ellon die erste Stadt. Östlich von Ellon, jenseits der Überquerung durch die A90, weitet sich der Ythan zu einem Ästuar.
Im 19. Jahrhundert war der Ythan bekannt für seinen reichen Lachs- und Heringsbestand. Auch Perlmuscheln waren dort heimisch. So stammt die große Perle in der schottischen Königskrone angeblich aus diesem Gebiet.

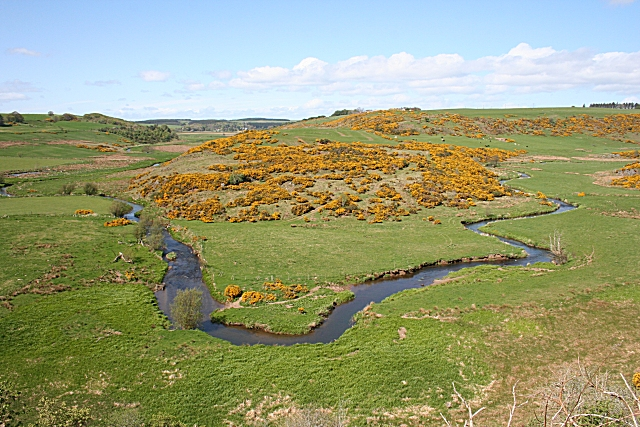
Mäander des Ythan etwa 25 km nach der Quelle
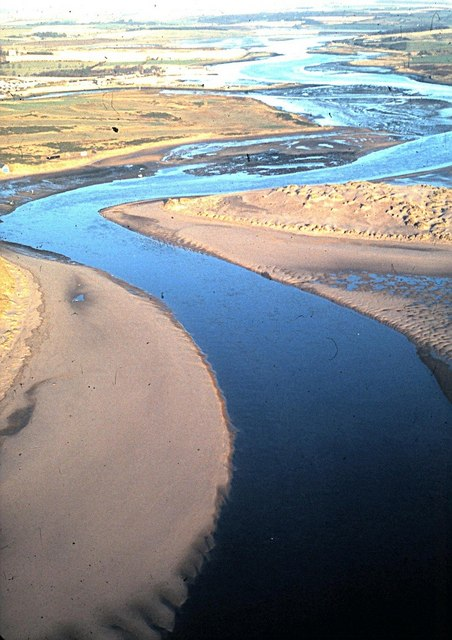
Mündungsgebiet des Ythan